# Élections législatives italiennes de 1924
Les élections législatives italiennes de 1924 (en italien : Elezioni politiche italiane del 1924) ont lieu le 6 avril 1924.

## Partis et chefs de file
| Parti | Parti                            | Idéologie                              | Chef de file            |
| ----- | -------------------------------- | -------------------------------------- | ----------------------- |
|       | Liste nationale (LN)             | Fascisme, Nationalisme italien         | Benito Mussolini        |
|       | Parti populaire italien (PPI)    | Démocratie chrétienne, Popularisme     | Alcide De Gasperi       |
|       | Parti socialiste unitaire (PSU)  | Social-démocratie, Antifascisme        | Giacomo Matteotti       |
|       | Parti socialiste italien (PSI)   | Socialisme, Socialisme révolutionnaire | Tito Oro Nobili         |
|       | Parti communiste d'Italie (PCdI) | Communisme, Marxisme-léninisme         | Antonio Gramsci         |
|       | Parti libéral italien (PLI)      | Libéralisme, Centrisme                 | Luigi Facta             |
|       | Parti libéral-démocrate (PLD)    | Libéralisme, Radicalisme               | Francesco Saverio Nitti |
|       | Parti républicain italien (PRI)  | Républicanisme, Radicalisme            | Eugenio Chiesa          |

## Résultats
| Parti                  | Parti                          | Voix       | %     | Sièges | +/-        |
| ---------------------- | ------------------------------ | ---------- | ----- | ------ | ---------- |
|                        | Liste nationale                | 4 305 936  | 60,09 | 355    | 250        |
|                        | Parti populaire italien        | 645 789    | 9,01  | 39     | 69         |
|                        | Parti socialiste unitaire      | 422 957    | 5,90  | 24     |            |
|                        | Parti socialiste italien       | 360 694    | 5,03  | 22     | 101        |
|                        | Liste nationale bis            | 347 552    | 4,85  | 19     |            |
|                        | Parti communiste d'Italie      | 268 191    | 3,74  | 19     | 4          |
|                        | Parti libéral italien          | 233 521    | 3,27  | 15     | 28         |
|                        | Parti libéral-démocrate        | 157 932    | 2,20  | 14     | 54         |
|                        | Parti républicain italien      | 133 714    | 1,87  | 7      | 1          |
|                        | Parti social-démocrate italien | 111 035    | 1,55  | 10     | 19         |
|                        | Parti des paysans italiens     | 73 569     | 1,03  | 4      |            |
|                        | Liste des slaves et allemands  | 62 491     | 0,87  | 4      | 5          |
|                        | Parti sarde d'action           | 24 059     | 0,34  | 2      |            |
|                        | Fascistes dissident            | 18 062     | 0,25  | 1      |            |
| Votes invalides/blancs | Votes invalides/blancs         | 448 949    |       |        |            |
| Total                  | Total                          | 7 614 451  | 100   | 535    | stagnation |
| Inscrits/participation | Inscrits/participation         | 11 939 452 | 63,8  |        |            |